# Vasco London Instant Live 04.05.2010
Vasco London Instant Live 04.05.2010 è un album dal vivo di Vasco Rossi, pubblicato il 22 giugno 2010.

## Descrizione
Il disco è la registrazione del concerto tenuto all'Hammersmith Apollo di Londra il 4 maggio 2010.
La data di Londra è il primo concerto tenuto all'estero da Rossi nell'ambito del Tour Europe indoor, nonché il primo live della sua carriera in Gran Bretagna.
L'album, di cui esiste anche la versione online scaricabile per un mese e mezzo da iTunes, non propone inediti.
L'album ha debuttato direttamente alla posizione numero 1 della classifica ufficiale degli album più venduti in Italia stilata dalla FIMI, ed è stato stampato con una tiratura limitata di 150 000 copie. È rimasto al primo posto per tre settimane e sul podio fino alla decima; esce per la prima volta dalla topten alla 13ª settimana e per la seconda e ultima volta alla 19ª settimana.

## Tracce

### CD 1
1. Un gran bel film – 4:28
2. Ieri ho sgozzato mio figlio – 4:01
3. Cosa vuoi da me – 5:01
4. La nostra relazione – 3:43
5. Sto pensando a te – 5:50
6. Gli angeli – 6:31
7. Domenica lunatica – 4:34
8. Bollicine – 6:03
9. Anima fragile – 4:58
10. Io perderò – 6:05
11. Ad ogni costo – 4:13

### CD 2
1. Sono ancora in coma – 3:13
2. Delusa – 4:02
3. Quanti anni hai – 4:28
4. ...Stupendo – 7:27
5. Un senso – 6:07
6. Deviazioni – 7:53
7. Il mondo che vorrei – 7:06
8. Sally – 4:42
9. Dillo alla luna – 2:31
10. Incredibile romantica – 2:13
11. Vita spericolata – 3:29
12. Canzone – 2:11
13. Albachiara – 8:38

## Formazione
- Vasco Rossi - voce
- Maurizio Solieri - chitarre
- Stef Burns - chitarra
- Claudio Golinelli - basso
- Matt Laug - batteria
- Andrea Innesto - sax
- Alberto Rocchetti - tastiere
- Clara Moroni - cori
- Frank Nemola - elettronica

## Classifiche

### Classifiche settimanali
| Classifica (2010) | Posizione massima |
| ----------------- | ----------------- |
| Italia            | 1                 |
| Svizzera          | 27                |

### Classifiche di fine anno
| Classifica (2010) | Posizione |
| ----------------- | --------- |
| Italia            | 12        |